# Маленькая Вера
«Маленькая Вера» — советская двухсерийная семейная драма 1988 года режиссёра Василия Пичула по сценарию Марии Хмелик. Фильм о любви, о семье, о молодёжи, о тех, кто растерял или вовсе утратил веру в себя. Фильм снят Центральной киностудией детских и юношеских фильмов им. М. Горького. Лента демонстрировалась в видеозалах кинотеатров и видеосалонах с 9 августа 1988 года. В широкий прокат картина вышла 27 сентября 1988 года.
Получил известность как первый советский фильм, в котором присутствует откровенная интимная сцена.

## Сюжет
Супруги Николай Семёнович и Маргарита Владимировна Маринины находят в сумке у своей дочери Веры 20 долларов, и, испугавшись (в советские годы хранение иностранной валюты было уголовно наказуемо), устраивают очередной скандал по поводу беспутности своей дочери — Вера, едва окончив школу, уже курит, выпивает, ходит на танцы. Родители грозят Вере приездом старшего брата Виктора, который неплохо устроился врачом в Москве и которого Вера в детстве боялась и слушалась.
Вера уходит на дискотеку, где знакомится с Сергеем, студентом металлургического факультета ВУЗа. Произошедшая на дискотеке драка «стенка на стенку» и последовавшая за ней милицейская облава странным образом сближают Веру и Сергея, между ними вспыхивают романтические чувства. Но приехавший в гости брат Веры Виктор оказывается старым знакомым Сергея и, зная репутацию последнего как неисправимого ловеласа, подозревает его в несерьёзности намерений. Тем не менее Сергей заявляет, что намерен жениться на Вере.
После непродолжительного периода совместной жизни отношения отца Веры, типичного советского работяги и выпивохи, водителя «КамАЗа», и «интеллигентного» Сергея не складываются. Мать хоть и пытается держать нейтралитет ради счастья дочери, но всё же склоняется на сторону отца.
Также в фильме фигурирует бывший одноклассник Веры, студент мореходного училища Андрей, который влюблён в неё и хочет на ней жениться, но, несмотря на перспективы работы с заграничными командировками, получает отказ.
В одной из вспыхнувших ссор Сергей закрывает пьяного отца Веры в ванной, где тот разбивает раковину и ранит себя. Вера выпускает отца, и тот в порыве ярости наносит Сергею ножевое ранение. Перед зарождающейся молодой семьёй встаёт проблема: дать показания — значит посадить будущего тестя. Тяжело переживая происходящее и конфликтуя с родителями, Вера пытается отравиться таблетками, но её спасают Виктор, зашедший перед своим отъездом в Москву, и Сергей, сбежавший из больницы. В финале отец Веры умирает от сердечного приступа, вызванного переживанием на фоне курения и алкоголизма.

## В ролях
| Актёр                      | Роль                                       |
| -------------------------- | ------------------------------------------ |
| Наталья Негода             | Вера Маринина                              |
| Андрей Соколов             | Сергей Соколов                             |
| Юрий Назаров               | отец Веры, Николай Семёнович Маринин       |
| Людмила Зайцева            | мать Веры, Маргарита Владимировна Маринина |
| Александр Алексеев-Негреба | Виктор Маринин, старший брат Веры          |
| Александра Табакова        | Ленка Чистякова, подруга Веры              |
| Андрей Фомин               | Андрей, курсант мореходки                  |
| Александр Миронов          | Толик, друг Веры, хулиган                  |
| Александр Леньков          | Михаил Петрович, поклонник Лены Чистяковой |
| Вадим Захарченко           | пациент в больнице                         |
| Геннадий Горячев           | Друг Виктора                               |
| Татьяна Митрушина          | мать Андрея                                |
| Мария Хмелик               | Подружка Виктора                           |
| Максим Найбине             | темнокожий мальчик, брат Лены Чистяковой   |

## Съёмочная группа
- Автор сценария: Мария Хмелик
- Режиссёр: Василий Пичул
- Оператор: Ефим Резников
- Композитор: Владимир Матецкий

## Съёмки фильма
На главную роль пробовались также Ирина Апексимова и Яна Поплавская. Первоначально роль Сергея предназначалась Сергею Колтакову, но он не смог сниматься. В роли отца начал сниматься Автандил Махарадзе, но он заболел и был заменён Юрием Назаровым.
Съёмки проходили в Мариуполе, родном городе режиссёра Василия Пичула.

## Критика
В 1988 году в сентябрьском номере журнала «Киномеханик» кинокритик Елена Бауман подытожила, что это семейная драма, в основе которой — конфликт «отцов» и «детей». По мнению критика, авторы картины выставили на всеобщее обозрение сцены частной, домашней жизни с непривычной мерой откровенности и глубиной погружения в бытовые, семейные, интимные, скрытые от посторонних глаз стороны человеческого существования. Тем самым авторы протестуют против того, что оглупляет, отупляет и калечит душу.
В 1988 году в октябрьском номере журнала «Спутник кинозрителя» кинокритик Татьяна Хлоплянкина заключила, что в сущности авторы фильма никаких открытий не сделали, ведь давно известно, что в рабочих семьях пьют, драки стали обычным явлением, дети часто не уважают родителей, а девушки далеки от «образцов» скромности и целомудрия. Разве что авторы показали всё это зрителю, который ещё не привык к такому уровню реализма на экране.
Некоторые кинокритики называют фильм «первой советской эротикой». В картине впервые присутствует откровенная интимная сцена, которая до эпохи Перестройки была совершенно немыслима для показа в кинотеатрах СССР (из западных фильмов подобные сцены «вырезались»). Проблематика фильма, впрочем, значительно шире, чем демонстрация подробностей интимной жизни. Откровенность картины затрагивает саму жизнь среднестатистической советской семьи. Жёсткая натуралистичность убогой жизни провинциального городка — это пример «прямого кино», которое сильно контрастировало со смягчением острых углов в официальном советском кинематографе времён застоя.
После «Маленькой Веры» (которая, в определённом смысле, стала символом раскрепощения) на экран потоком начали выходить ленты на запрещённую до того тематику: преступности, проституции, бытового насилия. Семья Марининых не хуже и не лучше других, они абсолютно типичные герои в типичных обстоятельствах. Вера, которая может показаться неуправляемой бестией, на самом деле — лишь одна из многих, рано повзрослевший внешне ребёнок, который внутри так и остался ребёнком. В этом отношении образ Веры можно соотнести с образом Валерии — Аварии из фильма «Авария — дочь мента».

## Награды
- Главный приз международного кинофестиваля в Чикаго[15]
- Призы международных кинофестивалей в Монреале и Венеции (1988)[12]

## Издание на видео
В странах бывшего СССР в начале 1990-х фильм был выпущен на видеокассетах «Московской кинокопировальной фабрикой» для видеотеки Госкино СССР, с 1992 года также в России и СНГ — АООТ «Формат» в системе PAL. Позже в 1990-е и 2000-е фильм перевыпущен на VHS киновидеообъединением «Крупный план» в системе PAL. В США фильм выпускался на VHS и на Laserdisc с американским дубляжем и в оригинале с английскими субтитрами на английском языке в системе NTSC.